# それでもみんな生きている
「それでもみんな生きている」（ソレデモミンナイキテイル）は森川美穂の26枚目のシングル。1997年10月29日にTOSHIBA-EMI/TM FACTORYから発売された。

## 概要
- 「それでもみんな生きている」は、NHKBS2『WEEKEND joy』オープニングテーマ曲。
- 表題曲、C/W曲「Veil」ともにR&B色が強い楽曲。

## 収録曲
（全編曲：中村哲）
1. それでもみんな生きている [5:14]
作詞・作曲：樋口了一
2. Veil [5:16]
作詞：及川眠子、作曲：山田晃士
3. それでもみんな生きている（オリジナル・カラオケ）[5:14]